# Halvor Schou

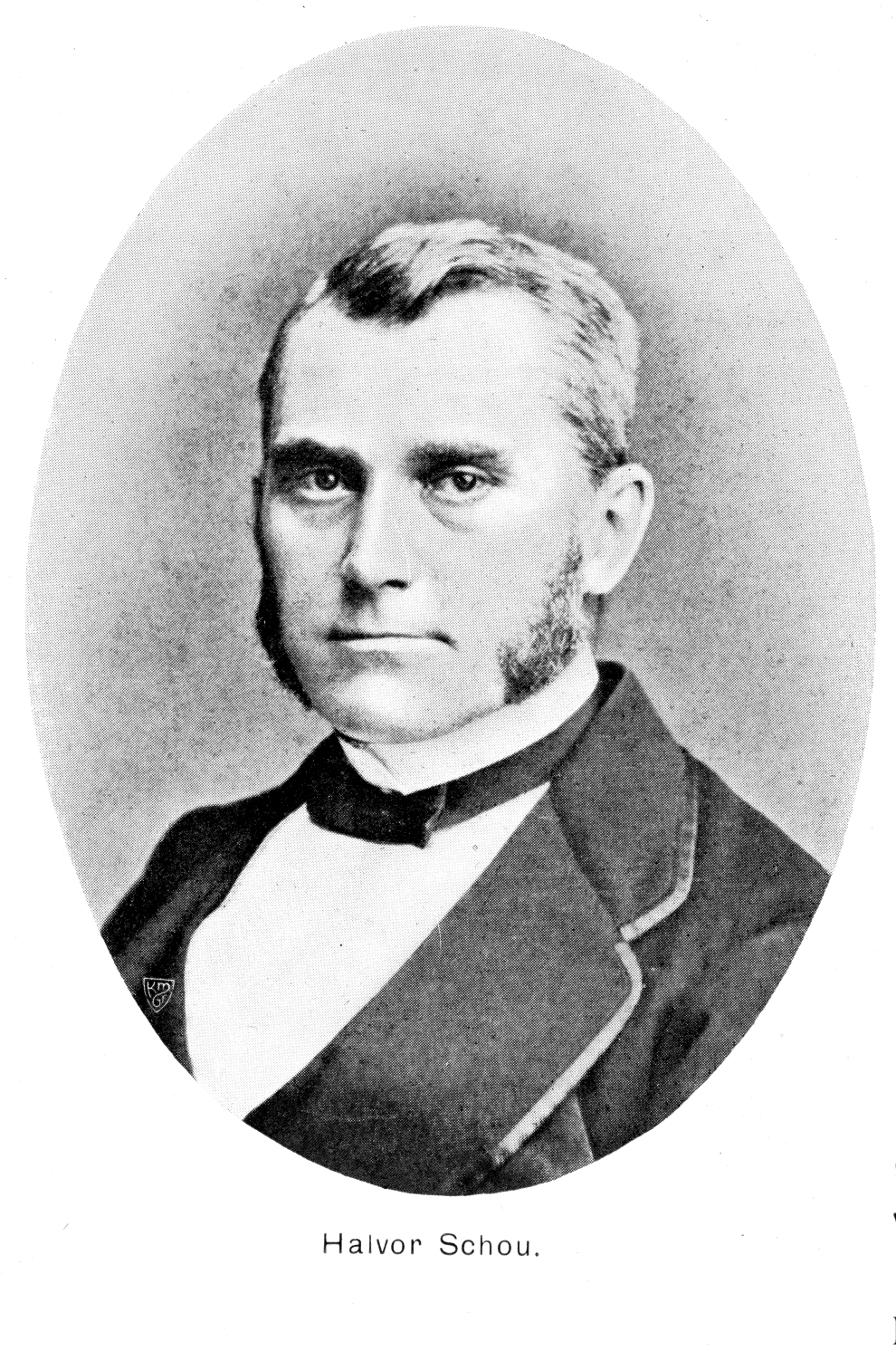
Halvor Schou.

Halvor Arntzen Schou, född den 11 maj 1823 i Kristiania, död den 5 februari 1879 i Østre Aker, var en norsk industriidkare och donator, far till Olaf Schou.
Schou blev banbrytare i norsk textilindustri genom att 1855 anlägga Hjula väveri, spinneri och klädesfabrik vid Kristiania. Han lämnade bidrag till upprättandet av Kristiania handelsgymnasium 1875 och till alla slags allmännyttiga ändamål samt stiftade 1877 "Cecilie Schous legat" till ämbetsmannadöttrars praktiska utbildning.